# U-21-Fußball-Europameisterschaft 2015
Die Endrunde der U-21-Fußball-Europameisterschaft 2015 fand vom 17. bis 30. Juni 2015 erstmals in Tschechien statt, dessen Mannschaft automatisch für die Runde der letzten acht Teams qualifiziert war. Alle anderen 52 Mannschaften mussten sich in der Vorrunde qualifizieren. Es durften Spieler teilnehmen, die am oder nach dem 1. Januar 1992 geboren sind.
Das Turnier diente auch als europäische Qualifikation für das Fußballturnier der Männer bei den Olympischen Spielen 2016 in Rio de Janeiro.

## Qualifikation
Die 52 Mannschaften spielten in zwei Gruppen mit sechs Mannschaften und acht Gruppen mit fünf Mannschaften in Hin- und Rückspiel. Die zehn Gruppensieger sowie die vier besten Gruppenzweiten qualifizierten sich für die Entscheidungsspiele. Die 14 qualifizierten Mannschaften spielten in sieben Begegnungen mit Hin- und Rückspiel die Endrundenteilnehmer aus. Hinzu kam Tschechien, das als Gastgeber keine Qualifikationsspiele bestreiten musste.
Die Gruppenspiele wurden im Zeitraum von 22. März 2013 bis 9. September 2014 ausgetragen, die Entscheidungsspiele fanden am 8. Oktober 2014 und am 14. Oktober 2014 statt.

## Modus
Die acht Mannschaften wurden in zwei Gruppen eingeteilt. Die Gruppensieger und die Zweitplatzierten erreichten das Halbfinale, die Sieger der Halbfinals das Finale. Bei Punktgleichheit entschied der direkte Vergleich.
Die vier Teilnehmer am Halbfinale qualifizierten sich auch für die Olympischen Spiele 2016. Wäre die englische Mannschaft darunter gewesen, wäre ein Entscheidungsspiel zwischen den beiden Gruppendritten ausgetragen worden, da der englische Fußballverband nach Protesten der anderen drei Home Nations auf die Nominierung einer olympischen Fußballmannschaft verzichtete. Da dieser Fall nicht eintrat, konnte auf die Austragung eines solchen Spieles verzichtet werden.

## Teilnehmer
Für das Turnier hatten sich folgende U-21-Nationalmannschaften qualifiziert:
- Dänemark
- Deutschland
- England
- Italien
- Portugal
- Schweden
- Serbien
- Tschechien (Ausrichter)

→ Für die Mannschaftskader siehe den Unterartikel U-21-Fußball-Europameisterschaft 2015/Kader
Titelverteidiger Spanien konnte sich nicht qualifizieren.

## Spielorte
| Prag |

| Olmütz |

| Uherské Hradiště |

| Prag |

| Olmütz |

| Uherské Hradiště |

## Vorrunde

### Gruppe A
| Pl. | Land        | Sp. | S | U | N | Tore    | Diff. | Punkte |
| --- | ----------- | --- | - | - | - | ------- | ----- | ------ |
| 1.  | Dänemark    | 3   | 2 | 0 | 1 | 004:400 | ±0    | 06     |
| 2.  | Deutschland | 3   | 1 | 2 | 0 | 005:200 | +3    | 05     |
| 3.  | Tschechien  | 3   | 1 | 1 | 1 | 006:300 | +3    | 04     |
| 4.  | Serbien     | 3   | 0 | 1 | 2 | 001:700 | −6    | 01     |

|                                                          |   |             |           |
| Mi., 17. Juni 2015 um 18:00 Uhr in Prag (Eden Arena)     |   |             |           |
| Tschechien                                               | – | Dänemark    | 1:2 (1:0) |
| Mi., 17. Juni 2015 um 20:45 Uhr in Prag (Generali Arena) |   |             |           |
| Deutschland                                              | – | Serbien     | 1:1 (1:1) |
| Sa., 20. Juni 2015 um 18:00 Uhr in Prag (Generali Arena) |   |             |           |
| Serbien                                                  | – | Tschechien  | 0:4 (0:2) |
| Sa., 20. Juni 2015 um 20:45 Uhr in Prag (Eden Arena)     |   |             |           |
| Deutschland                                              | – | Dänemark    | 3:0 (1:0) |
| Di., 23. Juni 2015 um 20:45 Uhr in Prag (Eden Arena)     |   |             |           |
| Tschechien                                               | – | Deutschland | 1:1 (0:0) |
| Di., 23. Juni 2015 um 20:45 Uhr in Prag (Generali Arena) |   |             |           |
| Dänemark                                                 | – | Serbien     | 2:0 (1:0) |

### Gruppe B
| Pl. | Land     | Sp. | S | U | N | Tore    | Diff. | Punkte |
| --- | -------- | --- | - | - | - | ------- | ----- | ------ |
| 1.  | Portugal | 3   | 1 | 2 | 0 | 002:100 | +1    | 05     |
| 2.  | Schweden | 3   | 1 | 1 | 1 | 003:300 | ±0    | 04     |
| 3.  | Italien  | 3   | 1 | 1 | 1 | 004:300 | +1    | 04     |
| 4.  | England  | 3   | 1 | 0 | 2 | 002:400 | −2    | 03     |

|                                                     |   |          |           |
| Do., 18. Juni 2015 um 18:00 Uhr in Olmütz           |   |          |           |
| Italien                                             | – | Schweden | 1:2 (1:0) |
| Do., 18. Juni 2015 um 20:45 Uhr in Uherské Hradiště |   |          |           |
| England                                             | – | Portugal | 0:1 (0:0) |
| So., 21. Juni 2015 um 18:00 Uhr in Olmütz           |   |          |           |
| Schweden                                            | – | England  | 0:1 (0:0) |
| So., 21. Juni 2015 um 20:45 Uhr in Uherské Hradiště |   |          |           |
| Italien                                             | – | Portugal | 0:0       |
| Mi., 24. Juni 2015 um 20:45 Uhr in Olmütz           |   |          |           |
| England                                             | – | Italien  | 1:3 (0:2) |
| Mi., 24. Juni 2015 um 20:45 Uhr in Uherské Hradiště |   |          |           |
| Portugal                                            | – | Schweden | 1:1 (0:0) |

## Finalrunde

### Halbfinale
|                                                          |   |             |           |
| Sa., 27. Juni 2015 um 18:00 Uhr in Olmütz                |   |             |           |
| Portugal                                                 | – | Deutschland | 5:0 (3:0) |
| Sa., 27. Juni 2015 um 21:00 Uhr in Prag (Generali Arena) |   |             |           |
| Dänemark                                                 | – | Schweden    | 1:4 (0:2) |

### Finale
|                                                      |   |          |                      |
| Di., 30. Juni 2015 um 20:45 Uhr in Prag (Eden Arena) |   |          |                      |
| Schweden                                             | – | Portugal | 0:0 n. V., 4:3 i. E. |

## Beste Torschützen
Nachfolgend aufgeführt sind die besten Torschützen der EM-Endrunde (ohne Qualifikation), bei gleicher Anzahl erfolgt die Sortierung alphabetisch.
| Rang | Spieler            | Tore |
| ---- | ------------------ | ---- |
| 1    | Jan Kliment        | 3    |
| 2    | Marco Benassi      | 2    |
|      | John Guidetti      | 2    |
|      | João Mário         | 2    |
|      | Simon Tibbling     | 2    |
|      | Kevin Volland      | 2    |
| 7    | 24 weitere Spieler | 1    |

Torschützenkönig des Gesamtwettbewerbes (einschließlich Qualifikation) wurde der Engländer Saido Berahino mit insgesamt 10 Toren.

## Mannschaft des Turniers
Die technischen Beobachter des Turniers haben einen Tag nach dem Finale eine Liste der besten Spieler des Turniers veröffentlicht, welche die Mannschaft des Turniers bildet.
| Torhüter | Abwehr                                                              | Mittelfeld                                                                  | Stürmer       |
| -------- | ------------------------------------------------------------------- | --------------------------------------------------------------------------- | ------------- |
| José Sá  | Victor Lindelöf Filip Helander Jannik Vestergaard Raphaël Guerreiro | William Carvalho Oscar Lewicki Nathan Redmond Bernardo Silva Ivan Cavaleiro | Kevin Volland |

## Schiedsrichter
Die Spiele der Europameisterschaft wurden von sechs Schiedsrichtern geleitet. Diese wurden jeweils von zwei Linienrichtern und zwei Torrichtern unterstützt. Zudem wurden zwei Vierte Offizielle nominiert.
| Land                      | Schiedsrichter           | Linienrichter                                 | Torrichter                                      |
| ------------------------- | ------------------------ | --------------------------------------------- | ----------------------------------------------- |
| Frankreich                | Clément Turpin           | Frédéric Cano Nicolas Danos                   | Fredy Fautrel Nicolas Rainville                 |
| Griechenland              | Anastasios Sidiropoulos  | Damianos Efthymiadis Polychronis Kostaras     | Michael Koukoulakis Stavros Tritsonis           |
| Niederlande               | Danny Makkelie           | Mario Diks Hessel Steegstra                   | Kevin Blom Jochem Kamphuis                      |
| Russland                  | Sergei Karassjow         | Anton Awerjanow Tichon Kalugin                | Sergei Lapotschkin Sergei Iwanow                |
| Spanien                   | Javier Estrada Fernández | Miguel Martínez Munuera Teodoro Sobrino Magán | Alejandro Hernández Hernández Jesús Gil Manzano |
| Polen                     | Szymon Marciniak *       | Paweł Sokolnicki Tomasz Listkiewicz           | Paweł Raczkowski Tomasz Musiał                  |
| Vierte Offizielle         |                          |                                               |                                                 |
| Jan Paták, Ondřej Pelikán |                          |                                               |                                                 |

* Leitete sowohl das Eröffnungsspiel als auch das Finale.

## Fernsehübertragung
Die Fernsehrechte für die U-21-Europameisterschaft hatten in Deutschland die ARD und das ZDF, die alle Spiele der deutschen Mannschaft übertrugen. Sport1 übertrug alle anderen Spiele. Einige Spiele wurden nur im Livestream der jeweiligen Sender übertragen. Die Rechte für die Schweiz hat sich Ma Chaîne Sport gesichert, in Österreich werden die Spiele bei UEFA.tv übertragen.